# Джахант, Джон
Джон Пьер Джа́хант (англ. John Pierre Jahant; 4 апреля 1959 — 19 мая 2010, Чикаго) — американский кёрлингист.
В составе мужской сборной США участник чемпионата мира 1985 (заняли четвёртое место). Чемпион США среди мужчин (1985). 
Играл в основном на позиции третьего.

## Достижения
- Чемпионат США по кёрлингу среди мужчин: золото (1985).

## Команды
| Сезон   | Четвёртый    | Третий           | Второй           | Первый           | Турниры                       |
| ------- | ------------ | ---------------- | ---------------- | ---------------- | ----------------------------- |
| 1974—75 | Тим Райт     | Джон Джахант     | Steven Wolfe     | Timothy Tubekit  | ЧСШАЮ 1975 (??? место)        |
| 1977—78 | Джон Джахант | Grayland Cousins | Joseph Cousins   | Russell Lissuzzo | ЧСШАЮ 1978 (??? место)        |
| 1978—79 | Джон Джахант | Grayland Cousins | Joseph Cousins   | Russell Lissuzzo | ЧСШАЮ 1979 (??? место)        |
| 1984—85 | Тим Райт     | Джон Джахант     | Джим Уилсон      | Расс Армстронг   | ЧСША 1985 · ЧМ 1985 (4 место) |
| 1990—91 | Тим Райт     | Джон Джахант     | Джеймс С. Уилсон | Ричард Маскел    | ЧСША 1991 (5 место)           |

(скипы выделены полужирным шрифтом)